# Ilmawi
Ilmawi(Goose Valley people; Ilmiwi), jedno od plemena Achomawi Indijanaca, porodica Palaihnihan, naseljeno prema Hodgeu, na južnoj strani Pit Rivera, a nasuprot Fort Crooka u sjevernoj Kaliforniji (okrug Shasta). Edward S. Curtis piše da žive na obje strane Pit Rivera, uključujući i ušće Hat Creeka i Rock Creeka. Oni su po svoj prilici živjeli u blizini plemena Wamaríi (pleme iz grupe Atsugewi), koje naziva   'former inhabitants of Burney valley'  i kaže da im pripadaju. -Potomaka vjerojatno imaju na rezervatima sjeverne Kalifornije.

## Vanjske poveznice
- Edward S. Curtis  Arhivirana inačica izvorne stranice od 4. rujna 2007. (Wayback Machine)